# Ламерика
«Ламерика» (итал. Lamerica) — фильм итальянского режиссёра Джанни Амелио 1994 года о скитаниях итальянцев в Албании начала девяностых. Удостоен многих кинонаград, в том числе премии Европейской киноакадемии за лучший фильм, премии «Гойя» как лучший европейский фильм и призов на венецианском кинофестивале.

## Сюжет
Два молодых итальянских жулика Джино и Фиоре приезжают в посткоммунистическую Албанию, чтобы открыть фиктивную фабрику по производству обуви и получить денег на её развитие у правительства. Для этих целей им нужен подставной директор без друзей и родственников. Они находят древнего старика Спиро Тазая, просидевшего пятьдесят лет в тюрьмах. После подписания необходимых документов, жулики отправляют Спиро в приют для сирот, из которого он, однако, сбегает. Как назло, одному из албанских чиновников захотелось познакомиться с директором новой фабрики и теперь Джино необходимо во что бы то ни стало найти старика и вернуть его в Тирану.
Он находит старика в больнице. Про Спиро вдруг выясняются удивительные вещи. Оказывается, что на самом деле он итальянец по имени Таларико Микеле, который прибыл в Албанию с итальянской армией ещё во времена Муссолини. На обратном пути у автомобиля Джино воруют колеса и им приходится ехать на автобусе, потом идти пешком. По дороге выясняется, что почти потерявший рассудок Микеле считает себя дезертиром, находящимся в Италии. Ему кажется, что с начала войны прошло только четыре года, а не пятьдесят. Они садятся на грузовик, но по дороге Джино заболевает и им приходится остановиться в бывшем учреждении, переоборудованном в приют для беженцев. Джино узнаёт, что их дело прогорело и что директор больше не нужен. Он хладнокровно бросает старика на произвол судьбы и возвращается в Тирану один. У гостиницы Джино арестовывают полицейские, обвинив его в даче взятки местному чиновнику. В тюрьме у Джино отбирают всё имущество и итальянский паспорт. Некоторое время спустя он выходит на свободу и, неожиданно для себя, оказывается в положении простого албанца. Без документов ему никто не верит, что он гражданин Италии и местные чиновники обращаются с ним также жестоко и бесчеловечно, как со своими соотечественниками. Надменному и гордому Джино приходится самому, лицом к лицу, столкнуться с вопиющей нищетой и бесправием рядовых албанцев, которых он ранее презирал и на которых смотрел свысока. Постепенно, он начинает понимать, насколько привилегированной и комфортной была его прежняя жизнь в Италии. Теперь самой главной целью его жизни становится возвращение на родину.
После долгих мучений и скитаний, Джино правдами и неправдами, наконец удаётся попасть на корабль, направляющийся в Италию. На корабле, до краёв наполненном албанскими беженцами, он неожиданно наталкивается на Таларико Микеле. Таларико, всё ещё в старческом маразме, думает, что он итальянский эмигрант и что корабль держит путь в Америку. Ранее Джино просто посмеялся бы над стариком, но теперь, после многих испытаний и страданий, он уже видит в нём приятеля по несчастью.

## В ролях
- Энрике Ло Версо — Джино
- Микеле Плачидо — Фиоре
- Пиро Милькани — Селими
- Кармело ди Маццарелли — Спиро Тозай/Таларико Микеле

## Новый реализм
Фильм Ламерика снят в традициях нового реализма. Джани Амелио затрагивает социальные, политические и гуманистические вопросы. По мнению критика Роба Эдельмана, он осуждает безудержную жажду наживы капиталистов. Разрушение коммунистических режимов не воодушевляет Амелио, он видит опасность для бывших коммунистических  стран нового капиталистического гнета.
Амелио стремится к максимальной правдоподобности на экране. Съемки происходили действительно в Албании. Наряду с профессиональными актерами, такими как Плачидо и Ло Версо, в съемках принимали участие и не профессионалы, как ди Маццарелли, восьмидесятилетний старик, безработный бывший рыбак, чернорабочий и швейцар. Ламерика стала для него дебютом на экране.